# Andy Murray
Sir Andrew (Andy) Barron Murray (Glasgow, 15 mei 1987) is een Brits voormalig tennisser afkomstig uit Schotland. Hij was prof sinds 2005. Hij kwam in 2005 voor het eerst in de top 100, in 2006 voor het eerst in de top 50 en in 2007 voor het eerst in de top 10 van de ATP-ranglijst. Murray bereikte op 7 november 2016 voor het eerst de eerste plaats daarvan.
Murray schreef in zijn carrière tot dusver 45 enkelspeltoernooien (waarvan drie grandslamtitels) en drie herendubbelspeltoernooien op zijn naam. Hij verloor acht grandslamfinales, onder andere vijfmaal op de Australian Open. In 2012 won hij het goud op de Olympische Spelen voor Groot-Brittannië en won hij de US Open. De overwinning op de US Open betekende zijn definitieve doorbraak op een grandslamtoernooi na vier eerder verloren finales. In 2013 overtrof hij deze hoogtepunten met de historische prestatie om na 77 jaar als Britse thuisfavoriet het thuistoernooi van Wimbledon te winnen. In 2016 bereikte hij de finale van Roland Garros voor het eerst en daarmee heeft hij in alle grandslamfinales gestaan. Ook won hij Wimbledon dat jaar opnieuw. Tijdens de Olympische Spelen van Rio de Janeiro in 2016 lukte het Murray nogmaals om goud te behalen. Daarmee was hij de eerste herentennisser met twee gouden medailles in het enkelspel. Murray veroverde de nummer 1-positie op de wereldranglijst na de toernooiwinst tijdens het ATP-toernooi van Parijs 2016 in november 2016, waarna hij ook de ATP World Tour Finals 2016 won en het jaar als nummer 1 afsloot. In 2024 beëindigde hij zijn carrière op zijn geliefde Wimbledon waarin hij meedeed aan het dubbelspel.
Murray is de jongere broer van dubbelspelspecialist Jamie Murray, met wie hij regelmatig dubbelde.

## Persoonlijk

### Jeugd
Murray was van 1992 tot 1999 leerling aan de Dunblane Primary School. In 1996 was hij aanwezig tijdens het bloedbad dat in die school door de massamoordenaar Thomas Hamilton aangericht werd onder leerlingen van een lager jaar. Na de basisschool ging hij in 1999 naar de Dunblane High School. In zijn jonge jaren tenniste hij bij de Next Generation Club in Edinburgh. Toen hij 14 was, verhuisde hij naar Barcelona, waar hij op de Schiller International School ging studeren. Hij ging toen tennissen bij de Sanchez-Casal Academie, waar hij de bijnaam Lazy English kreeg. In 2005 maakte hij zijn school af.

### Moeder Judy
Andy Murray en zijn anderhalf jaar oudere broer Jamie werden geboren uit het (in 1997 ontbonden) huwelijk van Willy Murray en Judy Erskine. Moeder Judy is van beslissende invloed geweest op de glansrijke tenniscarrière van haar zonen. Al op zeer jonge leeftijd stuurde zij hen op tennisles. Zo werden ze al vroeg professioneel gevormd. Dit had zijzelf in haar sportieve ontwikkeling gemist. Vóór haar huwelijk was zij een gedreven tennisspeelster, die het tot de Schotse nummer 1 had weten te brengen.
Na haar scheiding was Erskine jarenlang coach van een selectie van jeugdig Brits tennistalent, onder wie haar beide zoons. Dit was een bewuste keuze, die van haar vroeg om haar focus breed te houden en niet gefixeerd te raken op de prestaties van haar eigen kroost. Het was haar grootste schrikbeeld om een 'neurotic tennis-mum’ te worden. Gedurende jaren was zij prominent in beeld tijdens de grote toernooien waaraan Andy en Jamie deelnemen.
Wat Andy betreft, lijkt deze situatie wat te zijn veranderd. Moeder Judy kwam minder in beeld tijdens zijn optreden op het Australian Open van 2012, nadat Murray de voormalige Tsjechische topper Ivan Lendl als trainer had aangetrokken.
Vader Murray heeft wel contact met zijn zoons, maar blijft op de achtergrond.
Al enige jaren komt Kim Sears, Murrays vriendin sinds 2006, steeds prominenter in beeld tijdens de grote toernooien.

## Carrière

### Jaarverslagen

#### Jeugd
Murray begon met tennissen op driejarige leeftijd. Hij groeide op met tennis en voetbal, en werd zelfs voorgesteld om voor de Glasgow Rangers te spelen. In 2003 won hij zijn eerste futurestoernooi in Glasgow, door Steve Darcis te verslaan, en het juniorentoernooi op de Canadian Open. Hij had dat jaar een 9-4-matchrecord in futurestoernooien. In 2004 won hij nog vier futurestoernooien en had hij een 26-3-matchrecord op futurestoernooien. Hij won dat jaar ook de juniorentitel op het US Open (tegen Serhij Stachovsky) en bereikte op dat toernooi met zijn broer Jamie ook de halve finale in het dubbelspel.

#### 2005
In maart 2005 werd Murray geselecteerd voor het Britse Davis Cupteam voor de wedstrijd tegen Israël. Hij was toen met 17 jaar en 293 dagen de jongste speler die ooit in het Britse Davis Cupteam had gespeeld. Hij speelde in het dubbel, samen met David Sherwood. Tot ieders verrassing wonnen zij hun partij. In mei haalde hij ook nog de halve finale in het juniorentoernooi van Roland Garros, waar hij werd uitgeschakeld door de Kroaat Marin Čilić.
In april werd Murray prof en maakte hij zijn ATP-debuut op het ATP-toernooi van Barcelona, waar hij in de eerste ronde verloor van Jan Hernych. Zijn eerste winst op ATP-niveau kwam er op het grastoernooi van Londen, waar hij de derde ronde haalde en in de eerste en tweede ronde respectievelijk Santiago Ventura en Taylor Dent versloeg. Murray kreeg ook een wildcard voor Wimbledon, waar hij zijn grandslamdebuut maakte. In zijn eersterondepartij versloeg hij George Bastl, die meer dan 150 plaatsen boven hem stond op de wereldranglijst. In de tweede ronde versloeg hij de Tsjech Radek Štěpánek. Zo haalde hij, als eerste Schotse tennisser, de derde ronde op Wimbledon. Hij was op dat moment ook nog de enige Britse tennisser in het toernooi. In de derde ronde moest hij het onderspit delven tegen David Nalbandian, nadat hij twee sets tegen nul had voorgestaan. Tijdens de zomer won hij de challengers in Aptos en Binghamton en maakte hij zijn debuut in de Masters Series-toernooien in Cincinnati, waar hij de tweede ronde haalde. Op het US Open verloor hij in de tweede ronde van Arnaud Clément. Begin oktober kwam hij de top 100 van de wereldranglijst binnen, door de finale te halen in Bangkok, waar hij in de voorgaande rondes had gewonnen van George Bastl, Robin Söderling, Robby Ginepri en thuisfavoriet Paradorn Srichaphan. Murray verloor zijn eerste ATP-finale van Roger Federer. Op zijn laatste toernooi van het jaar, in Bazel, wist hij de kwartfinale te halen. Murray sloot het jaar voor het eerst af in de top 100, op plaats 65. Hij had, vergeleken met het jaar ervoor, de grootste sprong voorwaarts gemaakt van alle spelers in de top 100 en was de tweede jongste speler in de top 100 (na Novak Đoković). Hij was ook de eerste Britse tiener die het jaar afsloot in de top 100 sinds Buster Mottram in 1974.

#### 2006
In zijn eerste optreden op het Australian Open verloor Murray van Juan Ignacio Chela. Een paar weken later won hij zijn eerste ATP-titel op het ATP-toernooi van San José. Hij versloeg er de nummer drie van de wereld, Andy Roddick, in de halve finale en was te sterk voor Lleyton Hewitt in de finale, na twee matchpunten van Hewitt te hebben overleefd. Deze overwinning bracht hem voor het eerst in de top 50. De week daarna haalde hij nog de kwartfinale in Memphis, maar in de volgende toernooien verloor hij telkens in de eerste of tweede ronde, zoals op Roland Garros, waar hij sneuvelde in de openingsronde tegen Gaël Monfils. Het grasseizoen ging relatief beter, met een kwartfinale in Nottingham en een vierde ronde op Wimbledon, zijn beste resultaat op een grandslamtoernooi tot dan toe. Tijdens de zomer haalde hij de halve finale in Newport en haalde hij de finale in Washington, die hij verloor van Arnaud Clément. Op de Canada Masters haalde hij de halve finale en op de Cincinnati Masters de kwartfinale. Op dat laatste toernooi won hij in de tweede ronde van Roger Federer. In heel 2006 waren alleen Rafael Nadal en Murray erin geslaagd om Roger Federer te verslaan. Murray bracht ook een einde aan Federers reeks van 55 gewonnen partijen in Noord-Amerika. Na de Cincinnati Masters klom Murray voor het eerst de top 20 binnen. Op het US Open evenaarde hij zijn beste grandslamprestatie en bereikte hij de vierde ronde, waarin hij verslagen werd door de Rus Nikolaj Davydenko. Na het US Open behaalde hij geen grote resultaten meer. Murray sloot het jaar voor het eerst af binnen de top 20, op plaats 17.

#### 2007
In zijn eerste grote toernooi van het jaar, de Qatar ExxonMobil Open in Doha, haalde Murray meteen de finale. In de finale verloor hij van de Kroaat Ivan Ljubičić. Op het Australian Open was hij als vijftiende geplaatst en verloor hij in de vierde ronde van Rafael Nadal. Een paar weken later verdedigde hij met succes zijn titel van het ATP-toernooi van San José. Daarna haalde hij drie halve finales op rij, in Memphis en op de Masterstoernooien van Indian Wells en Miami, waarin hij beide keren verloor van Novak Đoković. In april kwam hij voor het eerst binnen in de top 10. Murray kon zijn opgang echter niet verder zetten omwille van blessures, die hem bijna vier maanden van de baan af hielden. In april miste hij een maand nadat hij een rugblessure opliep op het Masterstoernooi van Monte Carlo en in mei moest hij opgeven op de Hamburg Masters met een polsblessure. Hij maakte zijn rentree op de Canada Masters begin augustus. Op het US Open verloor hij in de derde ronde van de Zuid-Koreaan Lee Hyung-taik. In het najaar zette Murray nog enkele mooie resultaten neer, met een finale in Metz, een kwartfinale op het Masterstoernooi van Parijs en zijn derde ATP-titel op het ATP-toernooi van Sint-Petersburg, waar hij Fernando Verdasco versloeg in de finale. Murray eindigde het jaar net buiten de top tien, op plaats 11.

#### 2008

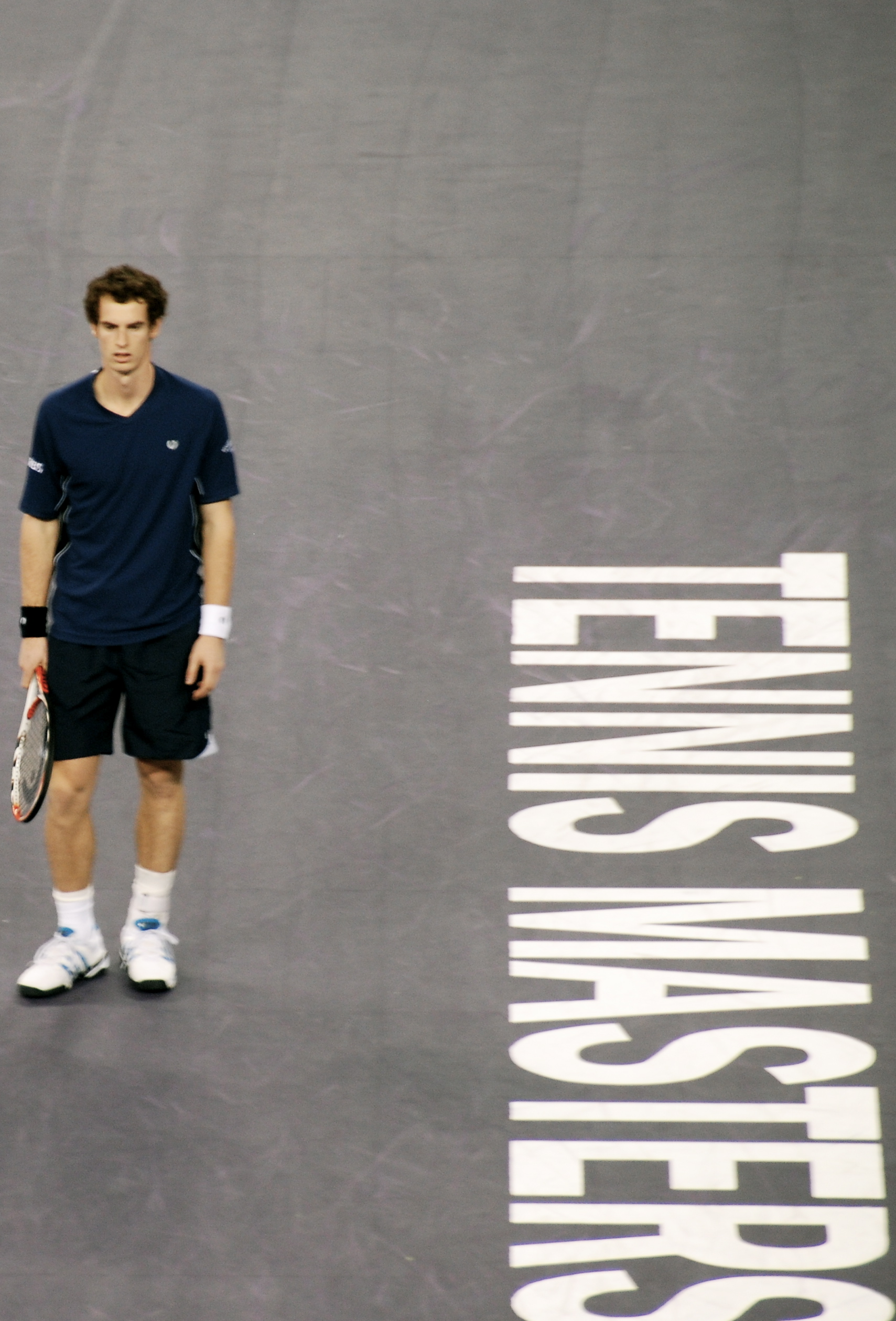
In 2008 nam Murray voor het eerst deel aan de Tennis Masters Cup.

Murray startte 2008 goed met winst op het ATP-toernooi van Doha, waar hij Stanislas Wawrinka versloeg in de finale. Op het Australian Open lag hij er echter na de eerste ronde verrassend uit, na verlies tegen Jo-Wilfried Tsonga, die het zou schoppen tot de finale. In februari won hij de titel in Marseille en in maart haalde hij de kwartfinale in Dubai en de vierde ronde in Indian Wells. Daarna volgde een reeks mindere resultaten. Op Roland Garros verloor hij in de derde ronde. In eigen land ging het weer beter, met een kwartfinale op het ATP-toernooi van Londen én op Wimbledon, waarmee hij zijn beste grandslamprestatie tot dan toe neerzette. In de zomer haalde hij de halve finale op de Canada Masters en won hij zijn eerste Masters Seriestoernooi in Cincinnati, door Novak Đoković te kloppen in de finale. Murray nam ook deel aan de Olympische Spelen in Peking, maar verloor al in de eerste ronde van het enkelspel van de Taiwanees Yen-Hsun Lu. In het dubbelspel lag hij er met zijn broer Jamie uit in de tweede ronde. In september zette hij zijn sterkste grandslamprestatie van het jaar neer door de finale te bereiken op het US Open. Hij versloeg Rafael Nadal, 's werelds nummer 1, in de halve finale, maar moest in drie sets de duimen leggen voor Roger Federer in de finale. Murray was de eerste Brit in een grandslamfinale sinds Greg Rusedski op het US Open in 1997. Door zijn finaleplaats kwam Murray op de vierde plaats op de ATP-ranglijst. In het najaar zette hij zijn goede vorm door en won hij in oktober achtereenvolgens de Madrid Masters en het ATP-toernooi van Sint-Petersburg. Op het Masterstoernooi van Parijs haalde hij de kwartfinale. Aan het eind van het seizoen mocht Murray voor het eerst deelnemen aan de Tennis masters Cup. Hij won zijn drie groepswedstrijden (van Andy Roddick, Gilles Simon en Roger Federer), maar verloor de halve finale van Nikolaj Davydenko. Murray sloot het jaar voor het eerst af binnen de top tien, op plaats 4. Murray was de eerste Brit in 36 jaar die het jaar eindigde binnen de top vier en was de eerste Britse speler in het "open tijdperk" die vijf ATP-titels in een seizoen kon winnen.

#### 2009

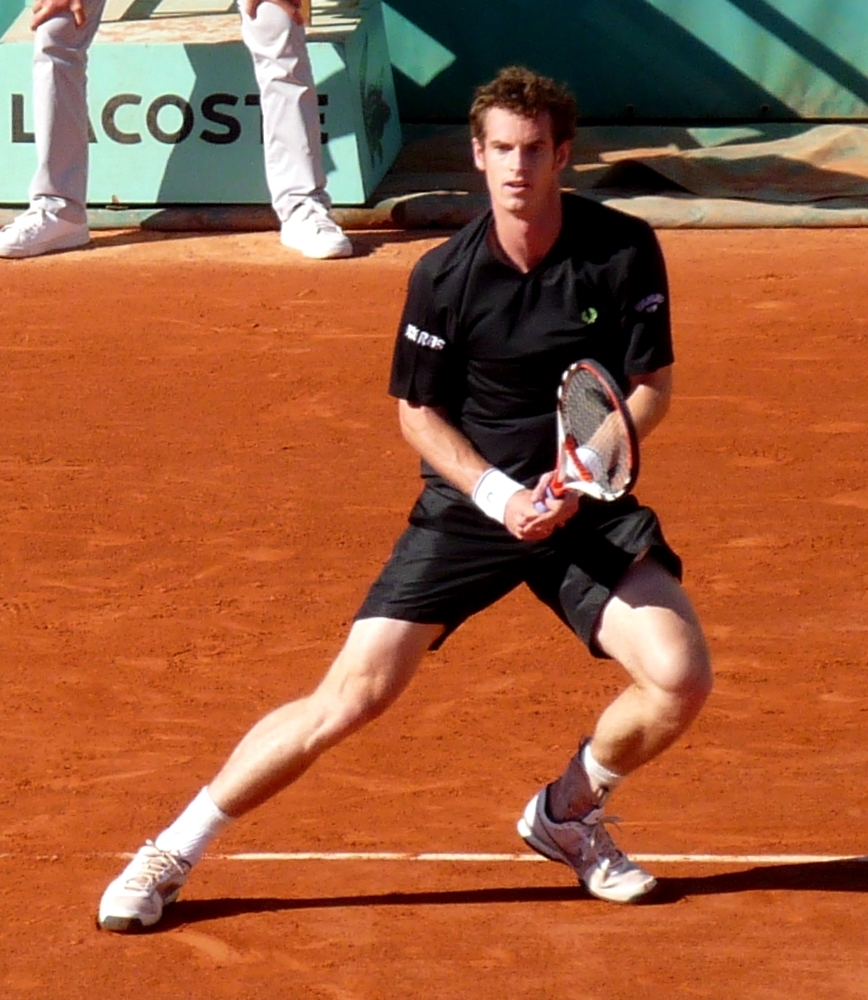
Murray haalde de kwartfinale op Roland Garros in 2009.

Murray opende 2009 op dezelfde manier als 2008, met winst op het ATP-toernooi van Doha. Op het Australian Open verloor hij in de vierde ronde van de Spanjaard Fernando Verdasco. In februari was hij de sterkste op het ATP-toernooi van Rotterdam en bereikte hij de kwartfinale in Dubai, die hij niet speelde door een virus. Daarna volgde een serie sterke resultaten op Masters Seriestoernooien: finale in Indian Wells (verlies tegen Rafael Nadal), winst in Miami (winst tegen Novak Đoković in de finale en eerste Brit ooit die het toernooi won), halve finale in Monte Carlo en kwartfinale in Madrid. Op Roland Garros haalde hij de kwartfinale. In juni won hij zijn eerste grastoernooi op het ATP-toernooi van Londen. Hij was de eerste Brit sinds 1938 die er kon winnen. Hij bereikte daarna de halve finale in Wimbledon, waarin hij het moest afleggen tegen Andy Roddick. In augustus won hij de Canada Masters, waar hij achtereenvolgens Davydenko, Tsonga en Del Potro versloeg. Na deze winst klom hij naar de tweede plaats op de ATP-ranglijst, zijn hoogste positie ooit. Murray werd zo de hoogst gerangschikte Brit ooit in de geschiedenis van de ATP en was de eerste speler sinds Hewitt in 2005 die de dominantie van Nadal en Federer in de top 2 doorbrak. Hij haalde ook de halve finale op de Masters van Cincinnati. Op het US Open kon hij echter zijn prestatie van 2008 niet herhalen en verloor hij in de vierde ronde van Marin Čilić. In het najaar won hij op het ATP-toernooi van Valencia zijn zesde ATP-titel van het seizoen en nam hij voor de tweede maal deel aan de ATP World Tour Finals, die voor het eerst in Londen plaatsvonden. Murray bleef steken in de groepsfase. Murray eindigde het jaar opnieuw op plaats 4. Met zijn titel in Valencia, de veertiende van zijn carrière, deed hij beter dan Greg Rusedski en werd hij de Brit met de meeste ATP-titels op zijn naam.

#### 2010

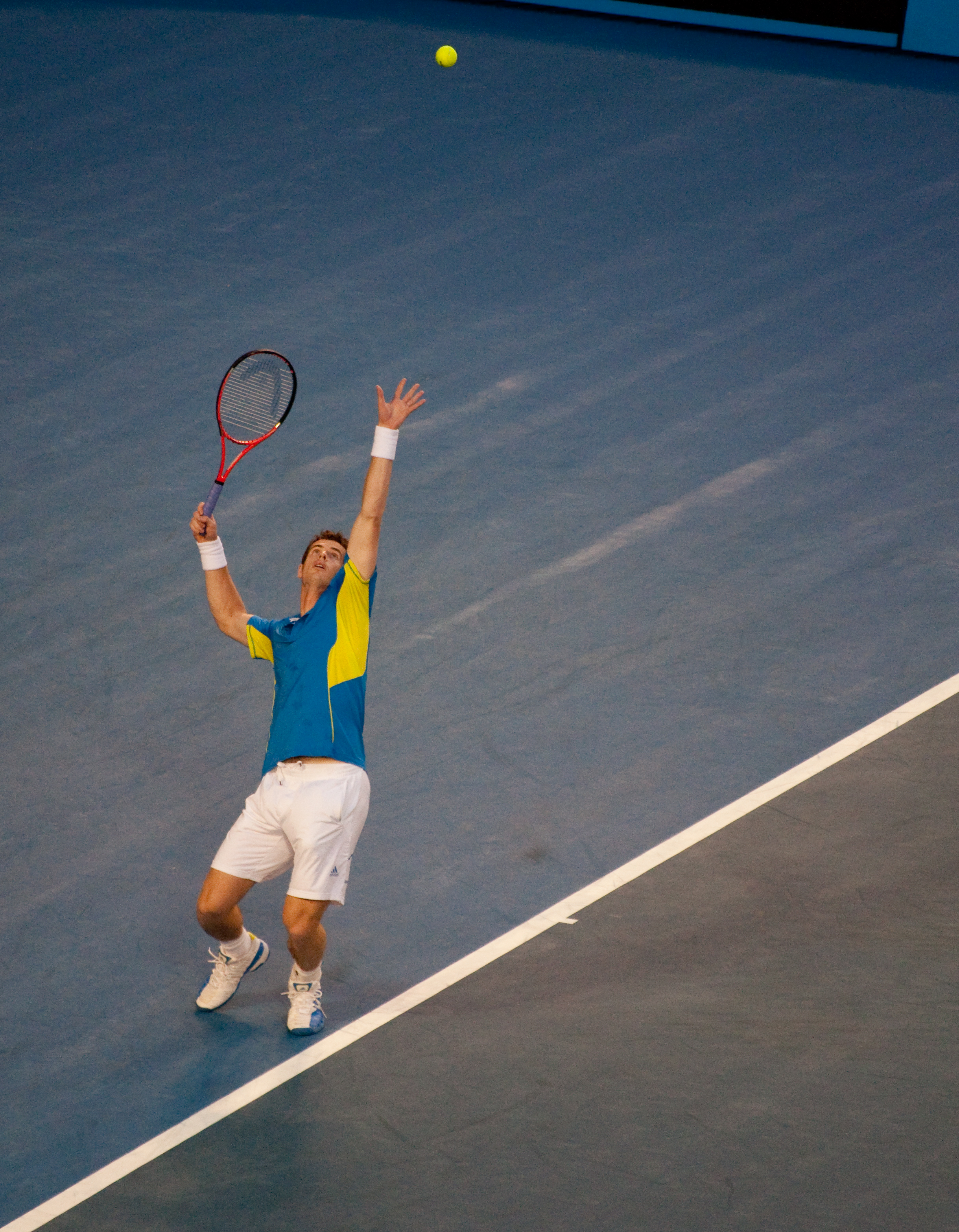
Murray serveert in zijn kwartfinale tegen Rafael Nadal op het Australian Open van 2010.

Murray begon zijn seizoen door samen met Laura Robson deel te nemen aan de Hopman Cup in Perth, waar het duo de finale haalde, maar verloor van Spanje. Vervolgens bereikte hij als eerste Brit sinds John Lloyd in 1977 de finale op het Australian Open. Hij versloeg er in de kwartfinale titelverdediger Rafael Nadal, maar moest in de finale echter zijn meerdere erkennen in Roger Federer, die met 6-3, 6-4 en 7-611 won. Murray werd de eerste Brit in 72 jaar die ten minste twee grandslamfinales had gehaald. Door zijn finaleplaats steeg hij naar plaats drie op de ATP-ranglijst. In de maanden voor Roland Garros, waar hij de vierde ronde haalde, haalde hij twee Masters Serieskwartfinales: in Indian Wells en Madrid. In Londen wist hij zijn titel niet te verdedigen, maar op Wimbledon was hij even sterk als in 2009 en haalde hij opnieuw de halve finale. Koningin Elizabeth II woonde Murrays wedstrijd in de tweede ronde van Wimbledon tegen Jarkko Nieminen bij op 24 juni 2010. Dit was de eerste keer dat ze aanwezig was in de Royal Box op Centre Court sinds de finale van het dames enkelspel tussen de Nederlandse Betty Stöve en de Engelse Virginia Wade in 1977. Tijdens de zomer haalde hij de finale in Los Angeles en verlengde hij zijn titel op de Canada Masters. Op het Masterstoernooi van Cincinnati haalde hij de kwartfinale. In juli eindigde de samenwerking met zijn coach Miles Maclagan. Op het US Open werd Murray al in de derde ronde uitgeschakeld door Stanislas Wawrinka. In het najaar haalde hij nog de kwartfinale op het ATP-toernooi van Peking en won hij de Shanghai Masters. Hij versloeg er Roger Federer in de finale. In november won Murray, samen met zijn broer Jamie, zijn eerste dubbelspeltitel, op het ATP-toernooi van Valencia. Aan het seizoenseinde nam Murray voor de derde keer deel aan de ATP World Tour Finals. Hij won twee van zijn drie groepswedstrijden en stootte door naar de halve finale, waarin hij verloor van Nadal. Hij sloot het jaar voor de derde keer op rij af op plaats 4 van de ATP-ranglijst.

#### 2011
Net zoals in 2010 bereikte Murray de finale van het Australian Open. In de eindstrijd moest hij echter opnieuw de duimen leggen, ditmaal voor de Serviër Novak Đoković, die hem in drie sets versloeg. Tijdens de rest van het voorjaar haalde Murray vier halve finales: op de Monte Carlo Masters, op het Masterstoernooi van Rome en op Roland Garros en Wimbledon. Murray was de eerste Brit sinds Fred Perry in 1936 die drie opeenvolgende halve finales op Wimbledon wist te bereiken. Murray won ook voor de tweede maal het voorbereidingstoernooi voor Wimbledon in Londen, waar hij Jo-Wilfried Tsonga klopte in de finale. In augustus won hij voor de tweede maal het Masterstoernooi van Cincinnati. In de finale stond hij tegenover Novak Đoković, die wegens een schouderblessure moest opgeven. Op het US Open was Murray weer sterk en bereikte hij de halve finale, waarin hij verloor van Rafael Nadal. Met deze halve finale werd Murray de zevende man in het "open tijdperk" die de halve finales van de vier grandslamtoernooien in hetzelfde seizoen wist te bereiken. Hij zette zijn goede vorm door in het najaar met een kwartfinale op het Masterstoernooi van Parijs en maar liefst drie toernooiwinsten op rij in Bangkok, Tokio en op de Shanghai Masters, waar hij zijn titel verdedigde. In Tokio was het zelfs twee keer prijs, want hij won er met zijn broer Jamie ook het dubbelspel. Door deze zegereeks steeg Murray naar plaats 3 op de ATP-ranglijst. Aan het eind van het jaar nam hij voor de vierde maal op rij deel aan de ATP World Tour Finals. Hij speelde er één match (verlies tegen David Ferrer) en trok zich terug wegens een verrekking aan de lies. Hierdoor stak Roger Federer hem weer voorbij op de wereldranglijst en eindigde Murray het jaar, net zoals de drie vorige jaren, op plaats 4.

#### 2012
In 2012 ging Murray samenwerken met achtvoudig grandslamkampioen Ivan Lendl als coach. Doel voor Lendl was Murray te helpen zijn doorbraak te kunnen maken op de grandslamtoernooien en de "grote drie" Đoković, Federer en Nadal structureel in plaats van incidenteel te kunnen uitdagen. Murray startte 2012 meteen met toernooiwinst op het ATP-toernooi van Brisbane. Tijdens het Australian Open 2012 bereikte Murray de halve finale waar hij in vijf sets verloor van Novak Đoković. In Dubai verloor hij in de finale van Roger Federer. Tijdens Wimbledon verloor hij in de finale van Federer, in vier sets (4-6, 7-5, 6-3, 6-4). Op de Olympische Spelen 2012 in Londen, gespeeld op de banen van Wimbledon, veroverde Murray voor het eerst een grote titel en het goud. Na een zege in de halve finale op Đoković (7-5, 7-5) revancheerde hij zich in de finale tegen Federer voor de Wimbledonfinale: 6-2, 6-1, 6-4. Op 10 september 2012 won hij zijn eerste grandslamtoernooi: met 7-6, 7-5, 3-6, 2-6 en 6-2 in de finale tegen Novak Đoković won hij het US Open. Op de Masters verloor hij in de halve finale van Federer in twee sets: 6-2 en 7-6.

#### 2013
Murray won in 2013 al meteen het toernooi van Brisbane, door in de finale Dimitrov te kloppen. Op het Australian Open moest hij het in de halve finale opnemen tegen Roger Federer waarvan hij nog nooit kon winnen op een grandslamtoernooi. Murray was echter veel zelfzekerder en met succes. Hij klopte de Zwitser in vijf sets: 6-4, 6-7, 6-3, 6-7 en 6-2. In de finale moest hij het opnieuw opnemen tegen Novak Đoković. Dit keer moest hij echter de duimen leggen tegen de Serviër. Het werd 6-7, 7-6, 6-3 en 6-2. Eind maart won hij de Miami Masters, met winst in de finale op David Ferrer: 2-6, 6-4 en 7-6.
Nadat hij Roland Garros wegens een blessure had moeten laten schieten, speelde Murray als voorbereiding op Wimbledon in Londen op Queen's club en won dat toernooi. Op Wimbledon 2013 wist hij als thuisfavoriet zijn tweede en felst begeerde grandslamfinale te winnen, met een zege in drie sets op de regerend nummer 1 van de wereld Novak Đoković: 6-4, 7-5 en 6-4. Voor de Britten was dat een historische sportgebeurtenis, omdat de laatste mannelijke Britse winnaar van het toernooi van de All England Club, Fred Perry, dat in 1936 werd, 77 jaren eerder.
Op het US Open verloor Murray van Stan Wawrinka. Na een Davis Cupwedstrijd tegen Kroatië (waarin Murray met drie punten zorgde voor een terugkeer in de wereldgroep voor Groot-Brittannië) was Murray de rest van het seizoen uitgeschakeld vanwege een operatieve ingreep, die noodzakelijk was wegens een chronische rugblessure.

#### 2014
Murray begon het Australian Open met een plaats in de kwartfinales. Daarin werd hij uitgeschakeld door de Zwitser Roger Federer. In maart brak Murray met coach Ivan Lendl, die geprezen werd voor het helpen realiseren van een eerste grandslamtitel. In de halve finale van Roland Garros verloor Murray van Rafael Nadal. Na deze nederlaag stelde hij de Franse oud-toptennisster Amélie Mauresmo aan als zijn hoofdcoach. Deze aanstelling was historisch te noemen, omdat hij daarmee de eerste toptennisser ooit was bij de heren, die een vrouw aanstelde als coach. Hij slaagde er niet in zijn Wimbledontitel te verdedigen, na een nederlaag tegen Grigor Dimitrov in de kwartfinale. Op het US Open bereikte hij de kwartfinales, waarin hij verloor van Đoković. De mindere resultaten, mede door de (nasleep van de) rugblessure, hadden ervoor gezorgd dat hij voor het eerst sinds maart 2008 buiten de top tien was gevallen.
De weg omhoog op de ATP Rankings werd hierna weer ingezet. Murray had een volle agenda, mede doordat hij zich wilde kwalificeren voor de World Tour Finals. Op de eerste editie van het toernooi van Shenzhen veroverde hij de titel, nadat hij in de finale vijf matchpoints had overleefd tegen de Spanjaard Tommy Robredo. Zijn toernooiresultaten waren vervolgens als volgt: halve finale Beijing, derde ronde Shanghai, winst van het toernooi van Wenen, winst van het toernooi van Valencia (opmerkelijk detail - in een herhaling van de finale van Shenzhen, overleefde hij vijf matchpoints tegen Robredo) en ten slotte een kwartfinale in Parijs. Hij had zich hiermee alsnog gekwalificeerd voor de World Tour Finals en hoewel hij hier slechts één partij won, sloot hij het jaar af met een zesde plaats.

#### 2015
Op het Australian Open verloor Murray voor de vierde keer de finale en voor de derde maal tegen Đoković. Op het toernooi van Indian Wells bereikte hij de halve finales. Daarop volgde een finaleplaats in Miami. Op beide toernooien verloor hij, opnieuw, van Đoković. Op het toernooi van Miami doorbrak Murray de grens van 500 overwinningen in zijn carrière. Hij was daarmee tevens de eerste Brit in het open tijdperk, die deze barrière slechtte, Tim Henman was met 496 overwinningen recordhouder geweest. Wegens zwangerschap van Mauresmo, voegde Murray eind april voormalig toptennisser Jonas Björkman toe aan zijn staf. Het gravelseizoen was bijzonder succesvol voor Murray. Hij won de eerste en tweede graveltitel van zijn carrière, respectievelijk het toernooi van München (winst tegen Philipp Kohlschreiber) en dat van Madrid. In de finale liet hij de zichtbaar naar zijn vorm zoekende Nadal kansloos. Het was zijn eerste overwinning op gravel tegen de Spanjaard. Op Roland Garros verloor hij voor de achtste maal op rij van Đoković, ditmaal in de halve finale. Ook op Wimbledon haalde hij de halve finale, hierin verloor hij echter in straight sets van Federer.
Op het Masterstoernooi van Montreal, in augustus, wist Murray de negatieve reeks tegen Đoković te doorbreken. Na een gevecht van 3 uur was hij de Serviër met 6-4, 4-6, 6-3 de baas in de finale. Door zijn prestaties was Murray hierna inmiddels weer opgeklommen naar de tweede plaats op de wereldranglijst, een evenaring van zijn beste ranking.

#### 2016
Tijdens het Australian Open 2016 was Murray voor de vijfde maal verliezend finalist. In mei tijdens het ATP-toernooi van Rome versloeg Murray in de finale voor het eerst Đoković op gravel. Op Roland Garros behaalde Murray voor de eerste maal de finale, waarin hij Đoković niet kon weerhouden van diens vierde grandslamtitel op rij. Vijf weken later won Murray voor de tweede maal Wimbledon door de Canadees Milos Raonic te verslaan. Tijdens de Olympische Spelen 2016 in Rio de Janeiro prolongeerde Murray zijn titel in het enkelspel door in de finale de Argentijn Juan Martín del Potro te verslaan. Murray werd tijdens de kwartfinales van het US Open uitgeschakeld door Kei Nishikori.
In het najaar won Murray de ATP World Tour 500-toernooien van Peking en Wenen alsmede de Masterstoernooien van Shanghai en Parijs. Door deze toernooioverwinningen kwam Murray dichter bij Novak Đoković, die alleen in Shanghai en Parijs speelde maar in beide toernooien vroegtijdig werd uitgeschakeld.
Door de overwinning op het indoortennistoernooi in Parijs werd Murray op 7 november 2016 voor het eerst de nummer 1 op de wereldranglijst. Hij loste daarmee Đoković af. Bij de ATP World Tour Finals 2016 bereikte Murray net als Đoković ongeslagen de finale. Door winst in de finale verzekerde Murray zich van de nummer 1-positie over 2016. Murray werd tijdens de nieuwjaarslintjesregen geridderd tot Knight Bachelor voor zijn verdienste in tennis en liefdadigheid, dit geeft Murray het recht om de titel Sir te voeren.

#### 2017
Het jaar 2017 begon voor Murray teleurstellend. Op het Australian Open werd hij al in de vierde ronde uitgeschakeld door de Duitser Mischa Zverev.

## Palmares
| Legenda                       | Legenda               |
| ----------------------------- | --------------------- |
| Grand Slam                    |                       |
| Olympische Spelen             |                       |
| tot 2009                      | vanaf 2009            |
| Tennis Masters Cup            | ATP Finals            |
| ATP Masters Series            | ATP Tour Masters 1000 |
| ATP International Series Gold | ATP Tour 500          |
| ATP International Series      | ATP Tour 250          |

### Enkelspel
| Nr.                  | Datum             | Toernooi                | Ondergrond    | Tegenstander in finale | Score                       |          |
| -------------------- | ----------------- | ----------------------- | ------------- | ---------------------- | --------------------------- | -------- |
| gewonnen finales     |                   |                         |               |                        |                             |          |
| 1.                   | 19 februari 2006  | ATP San José            | Hardcourt (i) | Lleyton Hewitt         | 2-6, 6-1, 7-6               | details  |
| 2.                   | 18 februari 2007  | ATP San José (2)        | Hardcourt (i) | Ivo Karlović           | 6-7, 6-4, 7-6               | details  |
| 3.                   | 28 oktober 2007   | ATP Sint-Petersburg     | Tapijt (i)    | Fernando Verdasco      | 6-2, 6-3                    | details  |
| 4.                   | 5 januari 2008    | ATP Doha                | Hardcourt     | Stanislas Wawrinka     | 6-4, 4-6, 6-2               | details  |
| 5.                   | 17 februari 2008  | ATP Marseille           | Hardcourt (i) | Mario Ančić            | 6-3, 6-4                    | details  |
| 6.                   | 3 augustus 2008   | ATP Cincinnati          | Hardcourt     | Novak Đoković          | 7-6, 7-6                    | details  |
| 7.                   | 19 oktober 2008   | ATP Madrid              | Hardcourt     | Gilles Simon           | 6-4, 7-6                    | details  |
| 8.                   | 26 oktober 2008   | ATP Sint-Petersburg (2) | Hardcourt (i) | Andrej Goloebev        | 6-1, 6-1                    | details  |
| 9.                   | 10 januari 2009   | ATP Doha (2)            | Hardcourt     | Andy Roddick           | 6-4, 6-2                    | details  |
| 10.                  | 15 februari 2009  | ATP Rotterdam           | Hardcourt (i) | Rafael Nadal           | 6-3, 4-6, 6-0               | details  |
| 11.                  | 5 april 2009      | ATP Miami               | Hardcourt     | Novak Đoković          | 6-2, 7-5                    | details  |
| 12.                  | 14 juni 2009      | ATP Londen              | Gras          | James Blake            | 7-5, 6-4                    | details  |
| 13.                  | 16 augustus 2009  | ATP Montréal            | Hardcourt     | Juan Martín del Potro  | 6-7, 7-6, 6-1               | details  |
| 14.                  | 8 november 2009   | ATP Valencia            | Hardcourt     | Michail Joezjny        | 6-3, 6-2                    | details  |
| 15.                  | 15 augustus 2010  | ATP Toronto (2)         | Hardcourt     | Roger Federer          | 7-5, 7-5                    | details  |
| 16.                  | 17 oktober 2010   | ATP Shanghai            | Hardcourt     | Roger Federer          | 6-3, 6-2                    | details  |
| 17.                  | 13 juni 2011      | ATP Londen (2)          | Gras          | Jo-Wilfried Tsonga     | 3-6, 7-6, 6-4               | details  |
| 18.                  | 21 augustus 2011  | ATP Cincinnati (2)      | Hardcourt     | Novak Đoković          | 6-4, 3-0 opg.               | details  |
| 19.                  | 2 oktober 2011    | ATP Bangkok             | Hardcourt (i) | Donald Young           | 6-2, 6-0                    | details  |
| 20.                  | 9 oktober 2011    | ATP Tokio               | Hardcourt     | Rafael Nadal           | 3-6, 6-2, 6-0               | details  |
| 21.                  | 16 oktober 2011   | ATP Shanghai (2)        | Hardcourt     | David Ferrer           | 7-5, 6-4                    | details  |
| 22.                  | 8 januari 2012    | ATP Brisbane            | Hardcourt     | Oleksandr Dolgopolov   | 6-1, 6-3                    | details  |
| 23.                  | 5 augustus 2012   | Olympische Spelen       | Gras          | Roger Federer          | 6-2, 6-1, 6-4               | details  |
| 24.                  | 10 september 2012 | US Open                 | Hardcourt     | Novak Đoković          | 7-6(10), 7-5, 2-6, 3-6, 6-2 | details  |
| 25.                  | 6 januari 2013    | ATP Brisbane (2)        | Hardcourt     | Grigor Dimitrov        | 7-6, 6-4                    | details  |
| 26.                  | 31 maart 2013     | ATP Miami (2)           | Hardcourt     | David Ferrer           | 2-6, 6-4, 7-6               | details  |
| 27.                  | 16 juni 2013      | ATP Londen (3)          | Gras          | Marin Čilić            | 5-7, 7-5, 6-3               | details  |
| 28.                  | 7 juli 2013       | Wimbledon               | Gras          | Novak Đoković          | 6-4, 7-5, 6-4               | details  |
| 29.                  | 28 september 2014 | ATP Shenzen             | Hardcourt     | Tommy Robredo          | 3-6 7-6(9) 6-1              | details  |
| 30.                  | 19 oktober 2014   | ATP Wenen               | Hardcourt (i) | David Ferrer           | 5-7 6-2 7-5                 | details  |
| 31.                  | 26 oktober 2014   | ATP Valencia (2)        | Hardcourt (i) | Tommy Robredo          | 3-6 7-6(7) 7-6(8)           | details  |
| 32.                  | 4 mei 2015        | ATP München             | Gravel        | Philipp Kohlschreiber  | 7-6(4), 5-7, 7-6(4)         | details  |
| 33.                  | 10 mei 2015       | ATP Madrid (2)          | Gravel        | Rafael Nadal           | 6-3, 6-2                    | details  |
| 34.                  | 21 juni 2015      | ATP Londen (4)          | Gras          | Kevin Anderson         | 6-3, 6-4                    | details  |
| 35.                  | 16 augustus 2015  | ATP Montréal (3)        | Hardcourt     | Novak Đoković          | 6-4, 4-6, 6-3               | details  |
| 36.                  | 15 mei 2016       | ATP Rome                | Gravel        | Novak Đoković          | 6-3, 6-3                    | details  |
| 37.                  | 19 juni 2016      | ATP Londen (5)          | Gras          | Milos Raonic           | 6-7(5), 6-4, 6-3            | details  |
| 38.                  | 10 juli 2016      | Wimbledon (2)           | Gras          | Milos Raonic           | 6-4, 7-6(3), 7-6(2)         | details  |
| 39.                  | 14 augustus 2016  | Olympische Spelen (2)   | Hardcourt     | Juan Martín del Potro  | 7-5, 4-6, 6-2, 7-5          | details  |
| 40.                  | 9 oktober 2016    | ATP Peking              | Hardcourt     | Grigor Dimitrov        | 6-4, 7-6(7-2)               | details  |
| 41.                  | 16 oktober 2016   | ATP Shanghai (3)        | Hardcourt     | Roberto Bautista Agut  | 7-6(7-1), 6-1               | details  |
| 42.                  | 30 oktober 2016   | ATP Wenen (2)           | Hardcourt (i) | Jo-Wilfried Tsonga     | 6-3, 7-6(8-6)               | details  |
| 43.                  | 6 november 2016   | ATP Parijs              | Hardcourt (i) | John Isner             | 6-3, 6-7(4-7), 6-4          | details  |
| 44.                  | 20 november 2016  | ATP World Tour Finals   | Hardcourt (i) | Novak Đoković          | 6-3, 6-4                    | details  |
| 45.                  | 4 maart 2017      | ATP Dubai               | Hardcourt     | Fernando Verdasco      | 6-3, 6-2                    | details  |
| 46.                  | 20 oktober 2019   | ATP Antwerpen           | Hardcourt (i) | Stanislas Wawrinka     | 3-6, 6-4, 6-4               | details  |
| verloren finales     |                   |                         |               |                        |                             |          |
| 1.                   | 1 oktober 2005    | ATP Bangkok             | Hardcourt (i) | Roger Federer          | 3-6, 5-7                    | details  |
| 2.                   | 6 augustus 2006   | ATP Washington          | Hardcourt     | Arnaud Clément         | 6-7, 2-6                    | details  |
| 3.                   | 6 januari 2007    | ATP Doha                | Hardcourt     | Ivan Ljubičić          | 4-6, 4-6                    | details  |
| 4.                   | 7 oktober 2007    | ATP Metz                | Hardcourt     | Tommy Robredo          | 6-0, 2-6, 3-6               | details  |
| 5.                   | 8 september 2008  | US Open                 | Hardcourt     | Roger Federer          | 2-6, 5-7, 2-6               | details  |
| 6.                   | 22 maart 2009     | ATP Indian Wells        | Hardcourt     | Rafael Nadal           | 1-6, 2-6                    | details  |
| 7.                   | 31 januari 2010   | Australian Open         | Hardcourt     | Roger Federer          | 3-6, 4-6, 6-7(11)           | details  |
| 8.                   | 26 juli 2010      | ATP Los Angeles         | Hardcourt     | Sam Querrey            | 7-5, 6-7(2), 3-6            | details  |
| 9.                   | 30 januari 2011   | Australian Open (2)     | Hardcourt     | Novak Đoković          | 4-6, 2-6, 3-6               | details  |
| 10.                  | 3 maart 2012      | ATP Dubai               | Hardcourt     | Roger Federer          | 5-7, 4-6                    | details  |
| 11.                  | 1 april 2012      | ATP Miami               | Hardcourt     | Novak Đoković          | 1-6, 6-7(4)                 | details  |
| 12.                  | 8 juli 2012       | Wimbledon               | Gras          | Roger Federer          | 6-4, 5-7, 3-6, 4-6          | details  |
| 13.                  | 14 oktober 2012   | ATP Shanghai            | Hardcourt     | Novak Đoković          | 7-5, 6-7, 3-6               | details  |
| 14.                  | 27 januari 2013   | Australian Open (3)     | Hardcourt     | Novak Đoković          | 7-6, 6-7, 3-6, 2-6          | details  |
| 15.                  | 1 februari 2015   | Australian Open (4)     | Hardcourt     | Novak Đoković          | 6-7, 7-6, 3-6, 0-6          | details  |
| 16.                  | 5 april 2015      | ATP Miami (2)           | Hardcourt     | Novak Đoković          | 6-7(3), 6-4, 0-6            | details  |
| 17.                  | 8 november 2015   | ATP Parijs              | Hardcourt (i) | Novak Đoković          | 2-6, 4-6                    | details  |
| 18.                  | 31 januari 2016   | Australian Open (5)     | Hardcourt     | Novak Đoković          | 1-6, 5-7, 6-7(3)            | details  |
| 19.                  | 8 mei 2016        | ATP Madrid              | Gravel        | Novak Đoković          | 2-6, 6-3, 3-6               | details  |
| 20.                  | 5 juni 2016       | Roland Garros           | Gravel        | Novak Đoković          | 6-3, 1-6, 2-6, 4-6          | details  |
| 21.                  | 21 augustus 2016  | ATP Cincinnati          | Hardcourt     | Marin Čilić            | 2-6, 6-3, 3-6               | details  |
| 22.                  | 7 januari 2017    | ATP Doha                | Hardcourt     | Novak Đoković          | 3-6, 7-5, 4-6               | details  |
| 23.                  | 15 januari 2022   | ATP Sydney              | Hardcourt     | Aslan Karatsev         | 3-6, 3-6                    | Details  |
| 24.                  | 12 juni 2022      | ATP Stuttgart           | Gras          | Matteo Berrettini      | 4-6, 7-5, 3-6               | Details  |
| 25.                  | 25 februari 2023  | ATP Doha                | Hardcourt     | Daniil Medvedev        | 4–6, 4–6                    | Details  |
| gewonnen challengers |                   |                         |               |                        |                             |          |
| 1.                   | 11 juli 2005      | Aptos                   | Hardcourt     | Rajeev Ram             | 6-4, 6-3                    | 6-4, 6-3 |
| 2.                   | 8 augustus 2005   | Binghamton              | Hardcourt     | Alejandro Falla        | 7-6, 6-3                    | 7-6, 6-3 |

### Dubbelspel

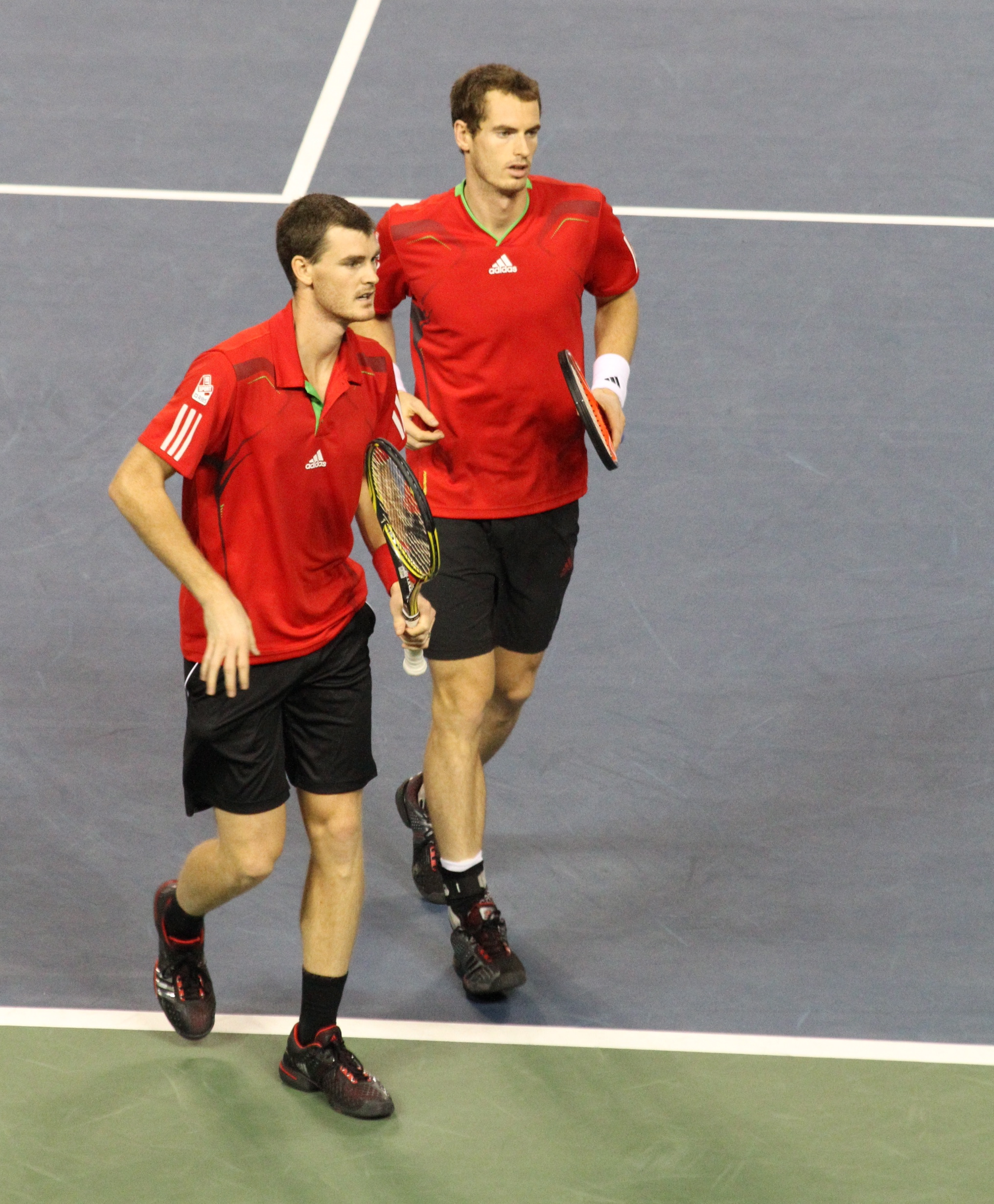
Andy samen met zijn broer Jamie op het ATP-toernooi van Tokio in 2011

| Nr.                           | Datum           | Toernooi     | Ondergrond    | Partner         | Tegenstanders in finale        | Score               |         |
| ----------------------------- | --------------- | ------------ | ------------- | --------------- | ------------------------------ | ------------------- | ------- |
| gewonnen finales mannendubbel |                 |              |               |                 |                                |                     |         |
| 1.                            | 7 november 2010 | ATP Valencia | Hardcourt (i) | Jamie Murray    | Mahesh Bhupathi Maks Mirni     | 7-6(8), 5-7, [10-7] | details |
| 2.                            | 9 oktober 2011  | ATP Tokio    | Hardcourt     | Jamie Murray    | František Čermák Filip Polášek | 6-1, 6-4            | details |
| 3.                            | 23 juni 2019    | ATP Londen   | Gras          | Feliciano López | Rajeev Ram Joe Salisbury       | 7-6(6), 5-7, [10-5] | details |
| verloren finales mannendubbel |                 |              |               |                 |                                |                     |         |
| 1.                            | 1 oktober 2006  | ATP Bangkok  | Hardcourt     | Jamie Murray    | Jonathan Erlich Andy Ram       | 2-6, 6-2, [4-10]    | details |

### Gemengd dubbelspel
| Nr.                             | Datum           | Toernooi          | Ondergrond | Partner      | Tegenstanders in finale       | Score            |         |
| ------------------------------- | --------------- | ----------------- | ---------- | ------------ | ----------------------------- | ---------------- | ------- |
| verloren finales gemengd dubbel |                 |                   |            |              |                               |                  |         |
| 1.                              | 5 augustus 2012 | Olympische Spelen | Gras       | Laura Robson | Viktoryja Azarenka Maks Mirni | 6-2, 3-6, [8-10] | details |

### Landencompetities
| Nr.              | Datum                | Toernooi   | Ondergrond    | Partner(s)                                                                                                | Tegenstanders in finale                                                                      | Score                 | Details |
| ---------------- | -------------------- | ---------- | ------------- | --- | -------------------------------------------------------------------------------------------- | --------------------- | ------- |
| gewonnen finales |                      |            |               | |                                                                                              |                       |         |
| 1.               | 27-29 november 2015  | Davis Cup  | Gravel (i)    | Jamie Murray Kyle Edmund James Ward                                                                       | David Goffin Steve Darcis Ruben Bemelmans Kimmer Coppejans                                   | 3-1 (4 wedstrijden)   | details |
| verloren finales |                      |            |               | |                                                                                              |                       |         |
| 1.               | 2 januari 2010       | Hopman Cup | Hardcourt (i) | Laura Robson                                                                                              | María José Martínez Sánchez Tommy Robredo                                                    | 1-2 (3 wedstrijden)   | details |
| 1.               | 23-25 september 2022 | Laver Cup  | Hardcourt (i) | Casper Ruud Rafael Nadal Stéfanos Tsitsipás Novak Djokovic Roger Federer Matteo Berrettini Cameron Norrie | Taylor Fritz Félix Auger-Aliassime Diego Schwartzman Frances Tiafoe Alex de Minaur Jack Sock | 8-13 (11 wedstrijden) | Details |

## Resultaten grote toernooien
| Legenda | Legenda                          |
| ------- | -------------------------------- |
| g.t.    | geen toernooi gehouden           |
| l.c.    | lagere categorie                 |
| –       | niet deelgenomen                 |
| G       | uitgeschakeld in de groepsfase   |
| 1R      | uitgeschakeld in de eerste ronde |
| 2R      | uitgeschakeld in de tweede ronde |
| 3R      | uitgeschakeld in de derde ronde  |
| 4R      | uitgeschakeld in de vierde ronde |
| KF      | uitgeschakeld in de kwartfinale  |
| HF      | uitgeschakeld in de halve finale |
| F       | de finale verloren               |
| W       | het toernooi gewonnen            |
| w-v     | winst/verlies-balans             |

### Enkelspel
| Toernooi            | 2005 | 2006 | 2007 | 2008 | 2009 | 2010 | 2011 | 2012 | 2013 | 2014 | 2015 | 2016 | 2017 | 2018 | 2019 | 2020 | 2021 | 2022 | 2023 |
| ------------------- | ---- | ---- | ---- | ---- | ---- | ---- | ---- | ---- | ---- | ---- | ---- | ---- | ---- | ---- | ---- | ---- | ---- | ---- | ---- |
| grandslamtoernooien |      |      |      |      |      |      |      |      |      |      |      |      |      |      |      |      |      |      |      |
| Australian Open     | –    | 1R   | 4R   | 1R   | 4R   | F    | F    | HF   | F    | KF   | F    | F    | 4R   | –    | 1R   | –    | –    | 2R   | 3R   |
| Roland Garros       | –    | 1R   | –    | 3R   | KF   | 4R   | HF   | KF   | –    | HF   | HF   | F    | HF   | –    | –    | 1R   | –    | –    | –    |
| Wimbledon           | 3R   | 4R   | –    | KF   | HF   | HF   | HF   | F    | W    | KF   | HF   | W    | KF   | –    | –    | g.t. | 3R   | 2R   | 2R   |
| US Open             | 2R   | 4R   | 3R   | F    | 4R   | 3R   | HF   | W    | KF   | KF   | 4R   | KF   | –    | 2R   | –    | 2R   | 1R   | 3R   | 2R   |
| ATP Finals          |      |      |      |      |      |      |      |      |      |      |      |      |      |      |      |      |      |      |      |
| ATP Finals          | –    | –    | –    | HF   | G    | HF   | G    | HF   | –    | G    | G    | W    | –    | –    | –    | –    | –    | –    |      |
| ATP Masters 1000    |      |      |      |      |      |      |      |      |      |      |      |      |      |      |      |      |      |      |      |
| Indian Wells        | –    | 2R   | HF   | 4R   | F    | KF   | 2R   | 2R   | KF   | 4R   | HF   | 3R   | 2R   | –    | –    | g.t. | 3R   | 2R   | 3R   |
| Miami               | –    | 1R   | HF   | 2R   | W    | 2R   | 2R   | F    | W    | KF   | F    | 3R   | –    | –    | –    | g.t. | –    | 2R   | 1R   |
| Monte Carlo         | –    | 1R   | –    | 3R   | HF   | 2R   | HF   | KF   | 3R   | –    | –    | HF   | 3R   | –    | –    | g.t. | –    | –    | 1R   |
| Madrid              | l.c. | l.c. | l.c. | l.c. | KF   | KF   | 3R   | –    | KF   | 3R   | W    | F    | 3R   | –    | –    | g.t. | –    | 3R   | 1R   |
| Rome                | –    | 1R   | 1R   | 2R   | 2R   | 3R   | HF   | 3R   | 2R   | KF   | –    | W    | 2R   | –    | –    | –    | –    | –    | 1R   |
| Montreal/Toronto    | –    | HF   | 2R   | HF   | W    | W    | 2R   | 3R   | 3R   | KF   | W    | –    | –    | –    | –    | g.t. | –    | 1R   | 3R   |
| Cincinnati          | 2R   | KF   | 1R   | W    | HF   | KF   | W    | 3R   | KF   | KF   | HF   | F    | –    | 1R   | 1R   | 3R   | 2R   | 2R   | –    |
| Shanghai            | l.c. | l.c. | l.c. | l.c. | –    | W    | W    | F    | –    | 3R   | HF   | W    | –    | –    | 2R   | g.t. | g.t. | g.t. |      |
| Parijs              | –    | 3R   | KF   | KF   | 3R   | KF   | KF   | 3R   | –    | –    | F    | W    | –    | –    | –    | –    | 1R   | 1R   |      |
| olympisch           |      |      |      |      |      |      |      |      |      |      |      |      |      |      |      |      |      |      |      |
| Olympische Spelen   | g.t. | g.t. | g.t. | 1R   | g.t. | g.t. | g.t. | W    | g.t. | g.t. | g.t. | W    | g.t. | g.t. | g.t. | g.t. | –    | g.t. | g.t. |
| Statistieken        |      |      |      |      |      |      |      |      |      |      |      |      |      |      |      |      |      |      |      |
| titels per jaar     | 0    | 1    | 2    | 5    | 6    | 2    | 5    | 3    | 4    | 3    | 4    | 9    | 1    | 0    | 1    | 0    | 0    | 0    | 0    |
| Eindejaarsranking   | 65   | 17   | 11   | 4    | 4    | 4    | 4    | 3    | 4    | 6    | 2    | 1    | 16   | 240  | 125  | 122  | 134  | 49   |      |

### Dubbelspel
| Toernooi            | 2005 | 2006 | 2007 | 2008 | 2009 | 2010 | 2011 | 2012 | 2013 | 2014 | 2015 | 2016 | 2017 | 2018 | 2019 | 2020 | 2021 | 2022 | 2023 |
| ------------------- | ---- | ---- | ---- | ---- | ---- | ---- | ---- | ---- | ---- | ---- | ---- | ---- | ---- | ---- | ---- | ---- | ---- | ---- | ---- |
| grandslamtoernooien |      |      |      |      |      |      |      |      |      |      |      |      |      |      |      |      |      |      |      |
| Australian Open     | –    | 1R   | –    | –    | –    | –    | –    | –    | –    | –    | –    | –    | –    | –    | –    | –    | –    | –    | –    |
| Roland Garros       | –    | 2R   | –    | –    | –    | –    | –    | –    | –    | –    | –    | –    | –    | –    | –    | –    | –    | –    | –    |
| Wimbledon           | 1R   | –    | –    | –    | –    | –    | –    | –    | –    | –    | –    | –    | –    | –    | 2R   | g.t. | –    | –    | –    |
| US Open             | –    | 1R   | –    | 2R   | –    | –    | –    | –    | –    | –    | –    | –    | –    | –    | –    | –    | –    | –    | –    |
| ATP Masters 1000    |      |      |      |      |      |      |      |      |      |      |      |      |      |      |      |      |      |      |      |
| Indian Wells        | –    | –    | KF   | 2R   | KF   | 1R   | KF   | 2R   | 2R   | 2R   | 2R   | 1R   | 2R   | –    | –    | g.t. | –    | –    | –    |
| Miami               | –    | –    | –    | –    | –    | –    | 1R   | –    | –    | –    | –    | –    | –    | –    | –    | g.t. | –    | –    | –    |
| Monte Carlo         | –    | 2R   | 1R   | –    | –    | 2R   | –    | 2R   | –    | –    | –    | KF   | –    | –    | –    | g.t. | –    | –    | –    |
| Madrid              | l.c. | l.c. | l.c. | l.c. | –    | –    | 1R   | –    | –    | –    | –    | –    | –    | –    | –    | g.t. | –    | –    | –    |
| Rome                | –    | –    | –    | –    | 1R   | –    | –    | –    | –    | –    | –    | –    | –    | –    | –    | –    | 2R   | –    | –    |
| Montreal/Toronto    | –    | –    | –    | 2R   | 1R   | 1R   | KF   | –    | F    | –    | 2R   | –    | –    | –    | 2R   | g.t. | –    | –    |      |
| Cincinnati          | –    | –    | –    | –    | –    | –    | –    | –    | –    | –    | –    | –    | –    | –    | KF   | –    | –    | –    | –    |
| Shanghai            | l.c. | l.c. | l.c. | l.c. | –    | –    | –    | –    | –    | –    | –    | –    | –    | –    | –    | g.t. | g.t. | g.t. |      |
| Parijs              | –    | –    | 1R   | –    | –    | –    | 2R   | –    | –    | –    | 1R   | –    | –    | –    | –    | –    | –    | –    |      |
| olympisch           |      |      |      |      |      |      |      |      |      |      |      |      |      |      |      |      |      |      |      |
| Olympische Spelen   | g.t. | g.t. | g.t. | 2R   | g.t. | g.t. | g.t. | 1R   | g.t. | g.t. | g.t. | 1R   | g.t. | g.t. | g.t. | g.t. | KF   | g.t. | g.t. |
| Statistieken        |      |      |      |      |      |      |      |      |      |      |      |      |      |      |      |      |      |      |      |
| titels per jaar     | 0    | 0    | 0    | 0    | 0    | 1    | 1    | 0    | 0    | 0    | 0    | 0    | 0    | 0    | 1    | 0    | 0    | 0    | 0    |
| Eindejaarsranking   | 1414 | 132  | 210  | 218  | 306  | 131  | 68   | 182  | 108  | 336  | 149  | 353  | —    | —    | 87   | 103  | 193  | —    |      |

### Gemengd dubbelspel
| Toernooi            | 2005 | 2006 | 2007 | 2008 | 2009 | 2010 | 2011 | 2012 | 2013 | 2014 | 2015 | 2016 | 2017 | 2018 | 2019 | 2020 | 2021 | 2022 | 2023 |
| ------------------- | ---- | ---- | ---- | ---- | ---- | ---- | ---- | ---- | ---- | ---- | ---- | ---- | ---- | ---- | ---- | ---- | ---- | ---- | ---- |
| grandslamtoernooien |      |      |      |      |      |      |      |      |      |      |      |      |      |      |      |      |      |      |      |
| Australian Open     | –    | –    | –    | –    | –    | –    | –    | –    | –    | –    | –    | –    | –    | –    | –    | –    | –    | –    | –    |
| Roland Garros       | –    | –    | –    | –    | –    | –    | –    | –    | –    | –    | –    | –    | –    | –    | –    | g.t. | –    | –    | –    |
| Wimbledon           | 1R   | 2R   | –    | –    | –    | –    | –    | –    | –    | –    | –    | –    | –    | –    | 3R   | g.t. | –    | –    | –    |
| US Open             | –    | –    | –    | –    | –    | –    | –    | –    | –    | –    | –    | –    | –    | –    | –    | g.t. | –    | –    | –    |
| olympisch           |      |      |      |      |      |      |      |      |      |      |      |      |      |      |      |      |      |      |      |
| Olympische Spelen   | g.t. | g.t. | g.t. | g.t. | g.t. | g.t. | g.t. | F    | g.t. | g.t. | g.t. | KF   | g.t. | g.t. | g.t. | g.t. | –    | g.t. | g.t. |